# 隼別王子の叛乱 (宝塚歌劇)
『隼別王子の叛乱』（はやぶさわけおうじのはんらん）は、宝塚歌劇団のミュージカル作品。月組公演。
併演作品は『ラブ・メッセージ』。

## 解説
※『宝塚歌劇100年史（舞台編）』の宝塚大劇場公演のページを参照
田辺聖子による同名の小説（中央公論社刊）を原作とする作品。『古事記』の世界を背景とする。

## 物語
※『宝塚歌劇100年史（舞台編）』の宝塚大劇場公演のページを参照
倭国の支配者となった大鷦鷯大王（おおさざきのおおきみ)は、若く美しい女鳥姫（めどりひめ）を妃にするため宮殿へ連れてくるよう弟の隼別王子（はやぶさわけおうじ）に命じる。しかし、隼別王子と女鳥姫は一目惚れをして愛し合うようになり、女鳥は大鷦鷯の妃になることを拒否する。大鷦鷯の意に逆らえばいずれは抹殺されてしまう。隼別王子の舎人である雄鹿は、先手を打って大鷦鷯を討つことを進める。

## 公演期間と公演場所
- 1978年8月10日 - 9月26日[2]（新人公演：9月12日[3]）　宝塚大劇場
- 1978年12月3日 - 12月27日[4]（新人公演：12月17日[3]）　東京宝塚劇場
- 1979年4月24日 - 4月26日[5]　北九州・小倉市民会館
- 1979年4月27日 - 5月3日[5]　福岡市民会館

## 主な配役（宝塚・東京）
- 隼別王子 - 榛名由梨（新人公演：剣幸）[3]
- 女鳥姫 - 小松美保（新人公演：江里美幸）[3]
- 雄鹿 - 瀬戸内美八
- 八束穂 - 順みつき
- 遠児 - 舞小雪
- 大鷦鷯大王 - 神代錦
- 磐之媛大后 - 水代玉藻
- 乳母於具奈 - 瑠璃豊美
- 麻奴（土木技師）- 清川はやみ
- 太占（占師）- 葉山三千子
- 将軍吉備品遅部郎鯽 - 藤城潤
- 将軍播磨佐伯直阿俄能胡 - 有明淳
- 隼人（奴隷) - 条はるき
- 安麻（舎人）- 大地真央
- 赤猪（舎人）- 水の瀬あきら
- 盾人（兵の長）- 鷹匠恵

## 宝塚大劇場公演のデータ
形式名は「宝塚ロマン」。15場。

### スタッフ
- 脚本・演出：阿古健[2]
- 音楽：寺田瀧雄[6]
- 音楽指揮：野村陽児[6]
- 振付：花柳寿楽[6]
- 装置：黒田利邦[6]
- 衣装[6]：小西松茂、中川菊枝
- 照明：今井直次[7]
- 音響：松永浩志[7]
- 小道具：上田特市[7]
- 効果：中田正廣[7]
- 演出助手：村上信夫[7]
- 制作：武井泰治[7]